# Вельфри
Вельфри́ (фр. Vellefrie) — коммуна во Франции, находится в регионе Франш-Конте. Департамент — Верхняя Сона. Входит в состав кантона Везуль-Эст. Округ коммуны — Везуль.
Код INSEE коммуны — 70534.

## География
Коммуна расположена приблизительно в 320 км к юго-востоку от Парижа, в 55 км севернее Безансона, в 11 км к северо-востоку от Везуля.

## Население
Население коммуны на 2010 год составляло 134 человека.
| 1962 | 1968 | 1975 | 1982 | 1990 | 1999 | 2010 |
| ---- | ---- | ---- | ---- | ---- | ---- | ---- |
| 85   | 86   | 71   | 88   | 95   | 100  | 134  |

## Экономика

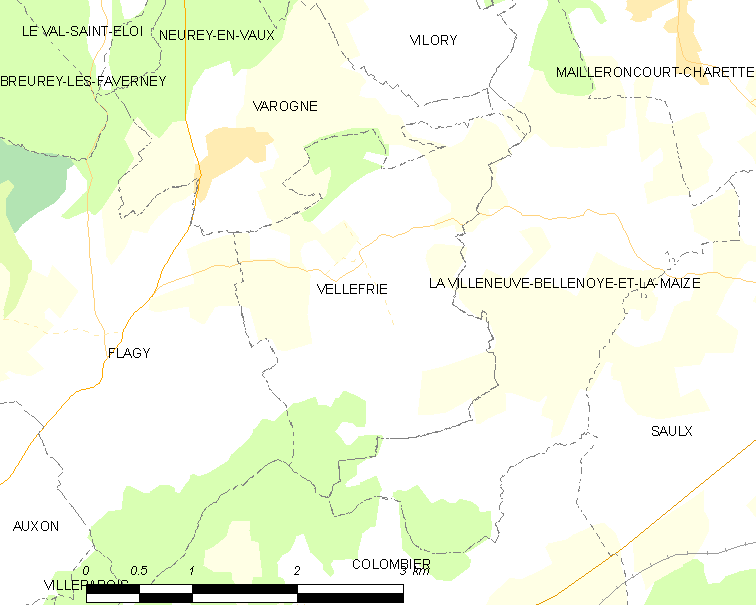
Карта коммуны

В 2010 году среди 81 человека трудоспособного возраста (15—64 лет) 63 были экономически активными, 18 — неактивными (показатель активности — 77,8 %, в 1999 году было 70,3 %). Из 63 активных жителей работали 62 человека (31 мужчина и 31 женщина), безработной была 1 женщина. Среди 18 неактивных 4 человека были учениками или студентами, 9 — пенсионерами, 5 были неактивными по другим причинам.